# Aetideus mexicanus
Aetideus mexicanus is een eenoogkreeftjessoort uit de familie van de Aetideidae. De wetenschappelijke naam van de soort is voor het eerst geldig gepubliceerd in 1974 door Park.